# Hotspot Shield
Hotspot Shield — условно-бесплатное программное обеспечение для организации виртуальной частной сети, обеспечивающей безопасную передачу данных по шифрованному соединению, защищённому от прослушивания. Разработано Дэвидом (Дмитрием) Городянским для защиты хот-спотов (AnchorFree). Сервис бесплатен и открыт для пользователей из любых стран, запустивших на своём компьютере клиентское ПО. При этом соединение устанавливается с одним из множества серверов компании, разбросанных по всему миру, которые присваивают пользователю временный IP-адрес, что позволяет использовать Hotspot Shield как полноценное средство обеспечения анонимности в Интернете и преодоления интернет-цензуры. В частности, его используют для обхода Великого китайского фаервола и получения доступа к сайтам, доступным только из определённых стран.
Программа получила высокие оценки от The Wall Street Journal, CNN и PC Magazine.

## Достоинства
- Бесплатность и доступность;
- Малый размер программы и простота установки;
- Возможность использования с iPhone без установки на него клиентского ПО;
- Интерфейс на нескольких языках;
- Неограниченный трафик;
- Регулярные обновления программы;
- Автоматический выбор оптимального сервера для подключения;

## Недостатки
- За бесплатность программы пользователь расплачивается дополнительной интернет-рекламой на каждой веб-странице;[7]
- Лицензионное соглашение Hotspot Shield разрешает AnchorFree использовать эту программу для сбора статистики, включая информацию о cookie и сеансах связи;[8]
- В программе не предусмотрено никаких возможностей для настройки.[9]
- Трафик частично уязвим для перехвата пакетов снифферами, — в частности, не шифруется информация о запросах к DNS серверам, что позволяет, имея доступ к каналу связи, получить перечень доменных имён, к которым обращался пользователь.
- Сервис не обеспечивает анонимность при пользовании браузером, поскольку часть веб сайтов по-прежнему могут видеть ваш реальный IP адрес.